# Bruno Cathala (auteur de jeux)
Pour les articles homonymes, voir Bruno Cathala et Cathala.
Bruno Cathala (né le 22 novembre 1963[Où ?]) est un auteur français de jeux de société,. Sa ludographie s'élève aujourd'hui à plus de cent-cinquante titres, ce qui en fait l'un des auteurs les plus productifs du milieu,.

## Biographie
Basé en Haute-Savoie à Saint-Pierre-en-Faucigny depuis 1986, Bruno Cathala est ingénieur R&D jusqu'en 2004. Il commence à créer des jeux au début des années 2000.
Beaucoup de ses jeux les mieux connus le sont en collaboration avec d'autres auteurs, venus de tous horizons : Bruno Faidutti (Le Collier de la Reine, La Fièvre de l'or, Raptor), Serge Laget (le jeu coopératif Les Chevaliers de la Table Ronde, Du Balai !, récompensé par l'As d'Or Jeu de l'année 2007), Ludovic Maublanc (Mr. Jack et ses déclinaisons, Dice Town, le « gros » jeu avec figurines Cyclades), Sébastien Pauchon et Malcolm Braff (le jeu familial Jamaica), Charles Chevallier (Abyss), etc.
Bruno Cathala est un auteur tout particulièrement reconnu dans le milieu ludique pour son aisance à créer des jeux pour deux joueurs exclusivement (Mr. Jack, Guerre & Bêêêh, Tony & Tino, Drôles de zèbres, Longhorn, Raptor, etc.).
Néanmoins, c'est pour un jeu qu'il a créé seul (Five Tribes) qu'il reçoit en 2015 la reconnaissance de l'As d'or, décerné par le Festival international des jeux de Cannes.
Son adaptation de 7 Wonders s'est vendue à 1,5 million d'exemplaires.
En 2022 sort Splendor Duel, une adaptation pour deux joueurs de Splendor de Marc André. Ce jeu obtient le Tric trac d'argent en janvier 2023.
A la rentrée 2022 un autre jeu se démarque par son recours à des photographies de vrais modèles d'origamis : Sea, salt & paper. 
En dehors du jeu de société, il se passionne pour le vélo, la musique et le théâtre.

## Ludographie

### Seul auteur
- Drake & Drake, 2002, illustré par Cyril Saint Blancat, édité par Jeux Descartes.
- Guerre & Bêêêh, 2002, illustré par Cyril Saint Blancat, édité par Jeux Descartes.
- Tony & Tino, 2002, illustré par Cyril Saint Blancat, édité par Jeux Descartes.
- Sans foi ni loi, 2003, illustré par Sébastien Tournadre, édité par Jeux Descartes.
- Atlas et Zeus, 2004, illustré par Christel Espié, édité par Jeux Descartes.
- Drôles de zèbres, 2004, illustré par Philippe Briones et Sébastien Lamirand, édité par Asmodée.
- Les Fils de Samarande (réadaptation de Sans foi ni loi), 2005, illustré par Mathieu Leyssenne, édité par Asmodée.
- Enermen, 2007, illustré par Baptiste Delieutraz, édité par Entrejeux.
- Kamon, 2007, édité par Jactalea.
  - Kamon (réédition), 2020, illustré par Tom Delahaye, édité par Cosmoludo.
- MOW, 2008, illustré par Sandra Tagliabue, édité par Hurrican.
- MOW Big, 2010, illustré par Sandra Tagliabue, édité par Hurrican.
- Sobek, 2010, illustré par Mathieu Beaulieu, édité par GameWorks.
- Trollland, 2010, illustré par Olivier Fagnère, édité par Ludocortex.
- Burdigala, 2011, illustré par Maria Paz, édité par Id&Al Éditions.
- Button Up!, 2012, illustré par Cyril Bouquet, édité par Jactalea.
- Okiya, 2012, illustré par Cyril Bouquet, édité par Jactalea.
  - La bataille des Sorciers (réédition), 2015, illustré par Adeline Gros, édité par Oxybul.
- Longhorn, 2013, illustré par Vincent Dutrait, édité par Blue Orange.
- Five Tribes, 2014, illustré par Clément Masson, édité par Days of Wonder.
  - Five Tribes - Les Artisans de Naqala (extension), 2014
  - Five Tribes - Solo (extension), 2015
  - Five Tribes - Les Voleurs de Naqala (extension), 2016
  - Five Tribes - Les Caprices du Sultan (extension), 2017
- Haru Ichiban, 2015, illustré par Stefano Collavini, édité par Blackrock Games.
- Tong, 2015, illustré par Camille Chaussy, auto-publié.
- Kingdomino, 2016, illustré par Cyril Bouquet, édité par Blue Orange.
  - Queendomino (standalone), 2017
  - Kingdomino - Age Of Giants (extension), 2018
  - Kingdomino - La Cour (extension), 2020
- Le Trône De Fer - La Main Du Roi, 2016, illustré par Mihajlo Dimitrievski, édité par Fantasy Flight Games.
- Jurassic Snack, 2018, illustré par Camille Chaussy, édité par The Flying Games.
  - Jurassic Brunch (standalone), 2020
- Velonimo, 2020, illustré par Dominique Mertens, édité par Studio Stratosphères.
- Kingdomino Origins, 2021, illustré par Cyril Bouquet, édité par  Blue Orange.
- Donuts, 2023, édité par Funforge.

### Avec Marc André
- Splendor Duel, 2022, illustré par Davide Tosello, édité par Space Cowboys.

### AvecAntoine Bauza
- Witty Pong, 2011, illustré par Alex A, édité par MyWittyGames.
- Dr. Shark, 2011, illustré par Charlie Adams, édité par Hurrican.
- Le Petit Prince - Fabrique-Moi Une Planète, 2013, illustré par Antoine De Saint-Exupéry, édité par Ludonaute.
  - 1001 Îles (réédition), 2022, illustré par Marie Cardouat, édité par Ludonaute.
- Le Petit Prince - Voyage Vers Les Étoiles, 2015, illustré par Christine Deschamps, Ian Parovel et Maëva Da Silva, édité par Ludonaute.
- 7 Wonders Duel, 2015, illustré par Miguel Coimbra, édité par Repos Production.
  - 7 Wonders Duel - Pantheon (extension), 2016
  - 7 Wonders Duel - Solo (extension), 2020
  - 7 Wonders Duel - Agora (extension), 2020
- Le Seigneur des Anneaux - Duel pour la Terre Du Milieu, 2024, illustré par Vincent Dutrait, édité par Repos Production.

### AvecCharles Chevallier
- Abyss, 2014, illustré par Xavier Collette, édité par Bombyx.
  - Abyss - Kraken (extension), 2015
  - Abyss - Leviathan (extension), 2018
- Kanagawa, 2016, illustré par Jade Mosch, édité par IELLO.
  - Kanagawa - Yokai (extension), 2019
- Micropolis, 2018, illustré par Camille Chaussy, édité par Matagot.
- Abyss Conspiracy, 2019, illustré par Pascal Quidault, édité par Bombyx.

### Avec Sylvain Duchêne
- The Blue Lion, 2011, illustré par Cyril Bouquet, édité par Jactalea.

### Avec Matthew Dunstan
- Ice Team, 2019, illustré par Camille Chaussy, édité par The Flying Games.

### AvecBruno Faidutti
- Le Collier de la Reine, 2003, illustré par Humbert Chabuel et Pierre-Alain Chartier, édité par Days of Wonder.
  - Queen 'S Necklace (réédition), 2015, illustré par Denis Zilber, édité par Spaghetti Western Games et Cmon Limited.
- La Fièvre de l'or, 2004, illustré par Kara, édité par Asmodée en France et Face 2 Face Games (Boomtown) aux États-Unis.
  - Gold River (réédition), 2020, illustré par Jonathan Aucomte, édité par Lumberjacks Studio.
- Iglu Iglu, 2004, illustré par Guido Hoffman, édité par Goldsieber.
- Mission: Planète rouge, 2005, illustré par Christophe Madura, édité par Asmodée.
- Tomahawk, 2006, illustré par Jean-Mathias Xavier, édité par Matagot.
- Chicago Poker, 2007, illustré par Czarnè, édité par Phalanx Games.
- Raptor, 2015, illustré par Vincent Dutrait, édité par Matagot.
- Mission: Planète rouge (réédition), 2025, édité par Matagot

### Avec Johannes Goupy
- Queenz, 2019, illustré par Vincent Dutrait, édité par Mandoo Games.
- Orichalque, 2022, illustré par Paul Mafayon, édité par Catch Up Games.

### AvecFrédéric Henry
- Conan: Stygie (extension), 2017, illustré par Kekai Kotaki, Xavier Collette, Naïade et Georges Cl4Renko, édité par Monolith.

### AvecSerge Laget
- Les Chevaliers de la Table Ronde, 2005, illustré par Julien Delval, édité par Days of Wonder.
  - Les Chevaliers De La Table Ronde : Sire Bédivère (extension), 2005
  - Les Chevaliers De La Table Ronde : Les Chevaliers Peints (extension), 2005
  - Les Chevaliers De La Table Ronde - La Compagnie De Merlin (extension), 2008
- Du Balai !, 2006, illustré par Stéphane Poinsot, édité par Asmodée.
- Senji, 2008, illustré par Bertrand Benoit, édité par Asmodée.
- Mundus Novus, 2011, illustré par Vincent Dutrait, édité par Asmodée.
  - Mundus Novus : Vers De Nouveaux Horizons (extension), 2012
- Shadows Over Camelot: Le Jeu De Cartes, 2012, illustré par Julien Delval, édité par Days of Wonder.
  - Shadows Over Camelot : Carte Spécial (extension), 2012

### Avec Matthieu Lanvin
- Manchots Barjots, 2016, illustré par Rémy Tornior, édité par Bombyx.
- Crazy Mistigri, 2017, illustré par Vaïnui De Castelbajac, édité par Cocktail Games.

### Avec Corentin Lebrat
- Trek 12, 2020, illustré par Jonathan Aucomte et Olivier Derouetteau, édité par Lumberjacks Studio.
  - Trek 12 - Base Camp 1 (accessoire), 2020
  - Trek 12 At Home - Semaine 1 (extension), 2020
  - Trek 12 - Base Camp 2 (accessoire), 2020
  - Trek 12 At Home - Semaine 2 (extension), 2020
  - Trek 12 - XMAS (extension), 2020
  - Trek 12 + 1 - Carnet De Voyage En Himalaya (extension), 2021
  - Trek 12 - Zen Treck (extension), 2021
  - Trek 12 - PhiliTrek (extension), 2021
  - Trek De La Saint Valentin (extension), 2021
- Trek 12: Amazonie, 2021, illustré par Maxime Morin et Olivier Derouetteau, édité par Lumberjacks Studio.
- Lumen, Le monde perdu, 2023, illustré par Vincent Dutrait, édité par Lumberjacks Studio.
- Solstis, 2024, illustré par Gorobeï, édité par Lumberjacks Studio.
  - Solstis - Firefly (extension), 2025

### Avec Ludtche
- Dragon Run, 2014, illustré par Vincent Dutrait, édité par Blue Orange.

### Avec Christian Martinez
- Fourberies, 2016, illustré par Jérémie Fleury, édité par Bombyx.

### AvecLudovic Maublanc
- Une ombre sur Whitechapel, 2005, illustré par Piérô La Lune, édité par Neuroludic (tirage limité à 250 exemplaires).
  - Mr. Jack (réédition), 2006, Hurrican
    - Mr. Jack - Extension (extension), 2007
- Paparazzi, 2006, illustré par Ohazar, édité par Eclipse Vis Comica.
- Cléopâtre et la Société des Architectes, 2006, illustré par Julien Delval, édité par Days of Wonder.
  - Cléopâtre Et La Société Des Architectes (réédition), 2019, illustré par Miguel Coimbra, édité par Lucky Duck Games.
- Dice Town, 2009, illustré par Piérô La Lune, édité par Matagot.
  - Dice Town - Les Indiens (goodie), 2009
  - Dice Town - Extension (extension), 2011
  - Dice Town - Cowboys (extension), 2017
  - Dice Town - Wild West (extension), 2017
  - Dice Town - Pour Une Poignée De Cartes (extension), 2018
- Mr. Jack New York, 2009, illustré par Piérô La Lune, édité par Hurrican.
- Cyclades, 2009, illustré par Miguel Coimbra, édité par Matagot.
  - Cyclades - Hades (extension), 2011
  - Cyclades - Titans (extension), 2014
  - Cyclades - Monuments (extension), 2016
- Mr. Jack Pocket, 2010, illustré par Jean-Marie Minguez, édité par Hurrican.
  - Mr. Jack Pocket Extension (extension), 2018
- Prrrt, 2011, illustré par Sandra Tagliabue, édité par Hurrican.
- Noé, 2012, illustré par Xavier Collette, édité par Bombyx.
- C'est pas faux!, 2012, illustré par Dominique Ferland et Tony Rochon, édité par Le Scorpion Masqué.
  - C'est Pas Faux : Patates & Ninjas (version enfant), 2018
- SOS Titanic, 2013, illustré par Sandra Fesquet, édité par Ludonaute.
  - SOS Titanic (Réédition), 2022, illustré par Christian Bach, édité par Matagot.
- Desperados of Dice Town, 2014, illustré par Piérô La Lune, édité par Matagot.
- Madame Ching, 2014, illustré par Vincent Dutrait, édité par Hurrican.
- Pocket Madness, 2016, illustré par Mathieu Leyssenne, édité par FunForge.
- Dice Stars, 2016, illustré par Sabrina Tobal, édité par  Matagot et Wizkids.
- Scarabya, 2018, illustré par Sylvain Aublin, édité par Blue Orange.
- Kingdomino Duel, 2019, illustré par Cyril Bouquet, édité par Blue Orange.
- Kyudo : La Voie De L'arc, 2022, illustré par Camille Chaussy, édité par Offline Edition.

### Avec Marc Paquien
- Yamataï, 2017, illustré par Jérémie Fleury, édité par Days of Wonder.

### AvecSébastien Pauchon
- Oliver Twist, 2017, illustré par Maud Chalmel, édité par Purple Brain.
- Sobek 2 Joueurs, 2021, illustré par Naïade, édité par Catch Up Games.
  - Sobek 2 Joueurs - Les trésors du pharaon (extension), 2022.

### Avec Anthony Perone
- Run Run Run!, 2021, illustré par Camille Chaussy, édité par The Flying Games.

### AvecThéo Rivière
- Nagaraja, 2018, illustré par Vincent Dutrait, édité par Hurrican.
- Oh My Brain, 2021, illustré par Olivier Derouetteau, édité par Lumberjacks Studio.
- Sea, salt and paper,  2022, illustré par Pierre-Yves Gallard et Lucien Derainne, édité par Bombyx
  - Sea, salt and paper Extra salt (extension), 2023
  - Sea, salt and paper Extra pepper (extension), 2025

### AvecFlorian Sirieix
- Imaginarium, 2018, illustré par Felideus Bubastis, édité par Bombyx.
  - Imaginarium - Chimera (extension), 2021
- Mandragora, 2021, illustré par Piérô La Lune, édité par Studio H.
- Nicodemus, 2021, illustré par Felideus Bubastis, édité par Bombyx.

### Avec Arnaud Urbon
- Antartik, 2012, illustré par David Boniffacy, édité par Ilopeli.

### AvecMalcolm BraffetSébastien Pauchon
- Animalia, 2006, illustré par Mathieu Leyssenne, édité par GameWorks.
- Jamaica, 2007, illustré par Mathieu Leyssenne, édité par GameWorks.
  - Jamaica: The Crew (extension), 2017
- HelvetiQ, 2008, illustré par Karen Ichters, édité par Redcut Sàrl.
  - HelvetiQ: Genève (standalone), 2013

### AvecMarie Fortet Wilfried Fort
- Dragomino, 2020, illustré par Christine Deschamps et Maëva Da Silva, édité par Blue Orange[6]

### Jeux en encart dans des magazines spécialisés
- Le Casse de Noël, 2004, publié dans Tangente jeux et stratégie
- Hogar, 2005, publié dans Jeux sur un plateau
- Mr. Jack : Le Fiacre, 2006, publié dans Jeux sur un plateau (extension pour Mr. Jack)
- Shanghai Rami, 2006, avec Serge Laget, publié dans Tangente jeux et stratégie

## Nominations et récompenses

### Spiel Des Jahres
- Meilleur jeu fantastique 2006 : Les Chevaliers de la Table Ronde, 2005, co-auteur Serge Laget (illustré par Julien Delval) édité par Days of Wonder
- Spiel Des Jahres 2017 : Kingdomino, 2016 (illustré par Cyril Bouquet) édité par Blue Orange.
- Kinderspiel Des Jahres 2021 : Dragomino, 2020, co-auteurs Marie Fort et Wilfried Fort (illustré par Christine Deschamps et Maëva Da Silva) édité par Blue Orange

### As d'or Jeu de l'année
- Nommé Jeu de l'année 2003 : Le Collier de la Reine, 2003, co-auteur Serge Laget (illustré par Humbert Chabuel et Pierre-Alain Chartier) édité par Days of Wonder.
- Nommé Jeu de l'année 2004 : Atlas et Zeus, 2004 (illustré par Christel Espié) édité par Jeux Descartes.
- Nommé Jeu de l'année 2006 : Les Chevaliers de la Table Ronde, 2005, co-auteur Bruno Faidutti (illustré par Julien Delval) édité par Days of Wonder.
- Jeu de l'année 2007 : Du Balai !, 2006, co-auteur Serge Laget (illustré par Stéphane Poinsot) édité par Asmodée.
- Nommé Jeu de l'année 2008 : Mr. Jack, 2006, co-auteur Ludovic Maublanc (illustré par Piérô La Lune) édité par Hurrican.
- Nommé Jeu de l'année 2009 : Jamaica, 2007, co-auteur Malcolm Braff et Sébastien Pauchon (illustré par Mathieu Leyssenne) édité par Gameworks.
- Nommé Jeu de l'année 2009 : Mow, 2008 (illustré par Sandra Tagliabue) édité par Hurrican.
- Nommé Jeu de l'année 2011 : Cyclades, 2009, co-auteur Ludovic Maublanc (illustré par Miguel Coimbra)  édité par Matagot.
- Nommé Jeu de l'année 2015 : Abyss, 2014, co-auteur Charles Chevallier (illustré par Xavier Collette) édité par Bombyx.
- Grand Prix 2015 : Five Tribes, 2014 (illustré par Clément Masson) édité par Days of Wonder.
- Nommé Jeu de l'année 2016 : 7 Wonders Duel, 2015, co-auteur Antoine Bauza (illustré par Miguel Coimbra) édité Repos Production.
- Nommé Jeu de l'année 2017 : Kingdomino, 2016 (illustré par Cyril Bouquet) édité par Blue Orange
- Jeu de l'année Enfant 2021 : Dragomino, 2020, co-auteurs Marie Fort et Wilfried Fort (illustré par Christine Deschamps et Maëva Da Silva) édité par Blue Orange

### Double 6
- Nommé Double Six 2005 : Sans Foi ni loi, 2003 (illustré par Sébastien Tournadre) édité par Jeux Descartes.
- Nommé Double Six 2007 : Cléopâtre et la Société des Architectes, 2006, co-auteur Ludovic Maublanc (illustré par Julien Delval) édité par Day of Wonder.
- Nommé Double Six 2008 : Mr Jack, 2006, co-auteur Ludovic Maublanc (illustré par Piérô La Lune) édité chez Hurrican.
- Nommé Double Six 2009 : Animalia, 2006, co-auteurs Malcolm Braff et Sébastien Pauchon (illustré par Mathieu Leysenne) édité par Gameworks.
- Double Six 2010 : Dice Town, 2009, co-auteur Ludovic Maublanc (illustré par Piérô La Lune) édité par Matagot.
- Double Six 2013 : Noé, 2012, co-auteur Ludovic Maublanc (illustré par Xavier Collette) édité par Bombyx.
- Double Six 2014 : Le Petit Prince - Fabrique-Moi Une Planète, 2013, co-auteur Antoine Bauza (illustré par Antoine De Saint-Exupéry) édité par Ludonaute.
- Nommé Double Six 2015 : Desperados Of Dice Town, 2014, co-auteur Ludovic Maublanc (illustré par Piérô La Lune) édité par Matagot.
- Double Six 2015 : Abyss, 2014, co-auteur Charles Chevallier (illustré par Xavier Collette) édité par Bombyx.
- Double Six 2016 : 7 Wonders Duel, 2015, co-auteur Antoine Bauza (illustré par Miguel Coimbra) édité Repos Production.
- Double Six 2017 : Kingdomino, 2016 (illustré par Cyril Bouquet) édité par Blue Orange.

### Pion d'or
- Double Pion D'or 2020 : 7 Wonders Duel, 2015, co-auteur Antoine Bauza (illustré par Miguel Coimbra) édité Repos Production
- Pion de Platine 2020 : Kingdomino, 2016 (illustré par Cyril Bouquet) édité par Blue Orange.